# Dendromus ruppi
Dendromus ruppi är en gnagare i släktet egentliga trädmöss som förekommer i södra Sydsudan.
Arten blir 63 till 82 mm lång (huvud och bål), har en 91 till 115 mm lång svans och väger 8 till 15 g. bakfötterna är i genomsnitt 19 mm långa och öronen är 13 till 18 mm stora. Den långa och mjuka pälsen har på ovansidan en rödbrun färg och undersidans päls är ljusgrå till vit. Alla hår är mörkgråa vid roten. En svart längsgående strimma sträcker sig från halsen över ryggen. Som anpassning till ett klättrande levnadssätt kan svansen användas som gripverktyg. Vid framtassen är bara andra till fjärde fingret full utvecklade. Dendromus ruppi har en motsättlig femte tå vid bakfoten. Den första tån är däremot liten.
Utbredningsområdet ligger i bergstrakten Didinga Hills i Sydsudan vid 1800 till 1900 meter över havet. Arten lever där i träskmarker samt gräsmarker och den besöker odlade områden. En hona var i april dräktig med fyra embryon.
Det är inget känt om populationens storlek och möjliga hot. IUCN listar arten med kunskapsbrist (DD).